# ハチミツ二郎
ハチミツ二郎（はちみつじろう、1974年11月20日 - ）は、日本のお笑い芸人。お笑いコンビ「東京ダイナマイト」のツッコミ担当。相方は松田大輔。岡山県倉敷市出身。吉本興業所属。東京都立代々木高等学校卒業。東京吉本総合学院（東京NSC）1期生。身長177cm、体重100kg。血液型O型。本名は高野 二郎（たかの じろう）。

## 人物
冷めたツッコミが特徴。長いこと金髪をトレードマークとしていたが、2010年半ばから黒のモヒカンにし、舞台では相方の松田に「ちょい悪キューピー」といじられるようになった。その後2011年から坊主頭、2012年からは髪を伸ばして再び金髪に戻し、2018年からは坊主頭に髭という風貌に変化した。
趣味は世界旅行、飲酒、プロレス。特技はプロレス。メキシコでプロレスライセンスを取得し、お笑いプロレス団体西口プロレスの所属レスラーとしても活動していたが、腰と膝を悪くし不定期参戦となった。2019年にアンドレザ・ジャイアントパンダと引退を賭けて敗戦し丸刈りにされレスラーを引退した。
なお、稀に「ハチミツ次郎」と表記されることがあるが、誤りである。

## 概要
- NSCの社員から、「おまえ俺にケンカ勝てるか？」と言われ、「5秒あったら」と答えた所、NSC卒業の日にクビにされた[1]。
- 浅草キッド主催の『浅草お兄さん会』で活動開始。その後インディーズのお笑い事務所「トンパチ・プロ」の社長を務めていた。その頃に、曽根卍と（初代）東京ダイナマイトを結成。そのかたわらマキタスポーツ、サンキュータツオらとカミナリボーイズという名義のトリオユニットで大川興業主催のライブ『すっとこどっこい』などで活動していた。また、自身が立ち上げた事務所『トンパチ・プロ』に所属し、当時開催していた高野主催のライブにたびたび出演していた猫ひろしの名付け親、師匠でもあり、猫ひろしのネタやプロフィールはほとんど高野が考えたものである。
- トンパチ・プロのライブに定期的に見に来ていたAV監督・バクシーシ山下の誘いで撮影現場を訪れた際に、AV男優の人手が足りなくなり急遽出演、以降80本近く出演、その時も芸名は変えていなかった。
- 2001年に、二代目の東京ダイナマイトを結成。オフィス北野にマネジメント預かりという形で所属する。一時期、浅草キッドの付き人をしていた。
- 2005年7月の『M-1Dynamite』という日比谷野音で行われた単独ライブの際にエンディングで元々持っていた椎間板ヘルニアが悪化。そのまま8月5日に入院。8月14日に立ち始め8月20日に退院した。予定よりも2週間早い退院だったらしく周りの人々に「凄い、凄い！」と言わせたほど超人的なスピードだった。また高血圧でも入院したことがある。その時の血糖値は577だったという。
- 自称『日本一もてる肥満体』。2007年のバレンタインデーでは蒼井そらとの交際が明らかになったため、チョコの量が減った。
- 東京ダイナマイトのライブの時に自分でグッズをデザインしている。ほとんどのTシャツや帽子はもりやすバンバンビガロ製作である。そして2006年から東京ダイナマイトブランドのことをTKDと統一することになった。
- メロン記念日との付き合いは、この頃にはすでに始まっていたとの噂が流れている[2][信頼性要検証]。
- 2008年6月20日、オフィス北野を退社[3]。
- 2008年9月5日、オスカープロモーションとマネジメント契約[4]。
- 2008年11月5日に鍋料理店「Dining二郎」を開店した[5]。
- 2009年3月15日、オスカープロモーションから退社（退社については、東京ダイナマイトを参照）。相方松田も3月でオフィス北野を退社した。
- 2009年4月、コンビ揃ってフリーとなる。
- 2009年8月24日、公式ブログで、よしもとクリエイティブ・エージェンシー（現在の吉本興業）東京本部に所属したことを発表[6]。
- 9月11日AGE AGE LIVEにてMCを務めた際、メキシコにてプロレスラー（ルチャリブレ）のライセンスを習得したことを発表している。
- 舞台に上がるときに首にチェーンを巻いて登場することがある。これは新日本プロレス・真壁刀義をオマージュしたものである。
- 2010年8月3日、Twitterで、斉藤瞳（元メロン記念日）との入籍を報告した。なお、高野はメロン記念日のファンであることを公言していた。同年12月11日、「ルミネtheよしもと」で、一般ファンが観覧するイベント形式の結婚式を行った。
- ゲームイベントのインタビューで、好きなゲームはアイドルマスターと発言した[いつ?]。
- 2011年10月14日、2011年8月に離婚していたことが報じられる[7]。なお、相方の松田も同年10月に離婚した。
- 2012年5月、再婚した[8]が、2021年12月に離婚したと著書で公表。後に『ABEMAニュース』によると、2番目の妻は不倫と育児放棄をしていたとのこと[9]。
- 2015年1月4日、先述の再婚相手である夫人と共にTV番組『新婚さんいらっしゃい!』に出演。番組内では夫人の母との交流や夫婦間の子育て、また、お互いに不満に思っている点が語られた。本人によると、高野は寝る前にキャラメルを食べる習慣があり、夫人は子供の教育上良くないという。逆に夫人は大のゴキブリ嫌いで、一度ゴキブリを見ようものなら何もできなくなってしまい、高野が対処するしか手が無く、「ごきぶりホイホイ用意するとか、対策を考えれば？」と提案した時の返答は、「その手の品に描かれている、絵のゴキブリもダメなので無理」であった。
- 2017年8月18日、東京都千代田区のプロレスショップ・闘道館で会見を開き、大仁田厚と電流爆破デスマッチで対戦することを表明した。対戦に至った経緯について「およそ20年前（1997年頃）、当時週刊プロレスの編集長を務めていたターザン山本の糞付き下着を天敵である大仁田のもとへ持っていくというロケを行った際に「責任者は誰じゃ」と激怒した大仁田をみて思わず、「私です」と言ったところ、今では刑事事件になるくらいボコボコにやられた。10月に引退すると聞いて「大仁田を一発ぶん殴りたい」と語った。10月7日に神奈川・鶴見青果市場で行われた「ノーロープ有刺鉄線電流爆破＆有刺鉄線電流爆破バット　ストリートファイトキャプテンフォール　イリミネーションデスマッチ」で対戦し、3度の爆破を受け、敗れるも、試合後には「Yahoo!コメントになぁ、茶番だなんだ書き込んだやつら、お前らにこれが出来るのか！死んだかと思ったよ」と電流爆破の神髄を味わった恐怖を語った。そして「10代の頃、川崎球場で大仁田厚の電流爆破を一番後ろの席で見ていた。25年たって、やってやがってる。西口プロレスの挑戦を受けてくださって感謝します。大仁田さん、ありがとうございました」と頭を下げた。
- 2018年7月、急性心不全・呼吸不全で入院し、22日に退院を報告。高熱のまま仕事をこなすも熱中症になり、自らタクシーで病院に向かう途中、車中で意識を失ったという。
- 2020年4月、IT企業の株式会社ソノリテに正社員として入社。クラウドファンディングの一環で同社の社長と対談を行った際、入社を誘われたことがきっかけ[10]。
- 2021年1月21日、去年末にコロナウイルス感染症に罹患して一時期危篤状態に陥り、一ヶ月間入院していたことを明らかにした[11]。3月18日、入院から退院までの記録をnoteで公表した[12]。
- 2023年3月29日、母親をドナーとした腎移植手術を受けたものの失敗に終わったことを公表した[13]。
- 2023年8月15日、左大腿会陰部筋肉内膿瘍及び敗血症性ショックの治療中であることを公表[14]。20日に開催を予定していた「金属バット vs 東京ダイナマイト　ワンマッチ興行」公演が延期となる[14]。
- 2024年4月6日、同年3月24日をもって東京ダイナマイトの漫才師としての活動を休止したことを、X（旧Twitter）で発表した[15]。車椅子で人工透析の身となりシングルファザー生活を送っている。娘には「16歳まで生きて」と言われている[9]。

## 交友関係
- 2006年12月15日発売の「週刊フライデー」でAV女優の蒼井そらと同棲していることが明らかになった。双方の事務所とも「いいお付き合いをしている」と認めている。蒼井の事務所に至っては「プライベートでのシモの管理はしない。ハチミツさんと付き合うことで蒼井はアゲマンになってほしい」とまで言い切っている[16]。しかし、2009年1月15日、それぞれが自身のブログで破局したことを告白した[17]。
- かなりの酒豪である。一時期は毎日10ℓ以上ビールを飲んでいた。しかし上記の理由で最近は体に気をつけてグラス2杯程度にしているらしい。
- 同じ岡山県出身というのもあってか千鳥のノブとはM-1グランプリで知り合って以降仲が良い。同じくM-1以降、笑い飯の哲夫とは2人で飲みに行くくらい仲が良くなったらしい。
- 『二郎会』という芸人仲間があり、部屋や店に集まり宴会を行い鍋などを振る舞っている。主なメンバーはサンドウィッチマンの伊達みきお、タイムマシーン3号の関太、元超新塾で脚本家のコウカズヤ（DRAGONタカヤマ）、末高斗夢（現、錦笑亭満堂）、U字工事、上々軍団のさわやか五郎。
- 猫ひろしが一時期、付き人をしていたことがある。
- ルチャリブレのライセンスを取得するほどのプロレス好きであり、特に新日本プロレスのファン。また激情プロレスリングというイベントで棚橋弘至と漫才をしたこともある。WWEなどの海外プロレスも好み、大きな大会には現地まで見に行っているらしい。時折、観客として映っているところが団体の公式DVDなどで確認されている。

## 出演

### テレビ
- 人志松本のすべらない話7（フジテレビ、2006年9月26日）
- 人志松本のゆるせない話2（フジテレビ、2008年6月16日）
- 21世紀エジソン（TBSテレビ、2008年9月10日、9月17日）
- 赤川次郎原作 毒<ポイズン> 第8話（読売テレビ、2012年11月22日）
- 新婚さんいらっしゃい!（朝日放送テレビ、2015年1月4日）
- お笑い実力刃 (テレビ朝日、2021年11月3日)

### ウェブテレビ
- HITOSHI MATSUMOTO presents ドキュメンタル（2016年 - 2019年、Amazonプライム・ビデオ） - シーズン1、シーズン7出演
- HITOSHI MATSUMOTO presents ドキュメンタル Documentary of Documental（2017年、Amazonプライム・ビデオ）- シーズン1出演

### 映画
- 日本統一（2013年7月14日） - 丸打組系安西組組員 モトキ

### アダルトビデオ
- 東京ラブジェットシティ（ビッグモーカル、2001年3月25日）
- マジックマッシュルーム2（ワイルドサイト、2001年3月23日）
- SEXY ON THE ROAD　奥菜つばさ（ビッグモーカル、2001年4月25日）
- デリバリーAVアイドル 愛の宅配エンジェル 風音つぐみ（芳友舎、2001年4月22日）
- すけべっ娘 20（芳友舎、2001年4月30日）

## 雑誌連載
- 西口プロレス認定 チャンピオン投稿コロシアム内「ハチミツ二郎のビックリ英会話」（週刊少年チャンピオン、2007年）
- 東京ウォーカー内「自伝的ど根性メルヘン劇場『キングライオン』」

## 書籍

### 単行本
- モテ☆メタボ（2009年8月21日発売、三才ブックス）[注 1]
- エロ本（2020年3月3日、東京キララ社）責任編集
- マイ・ウェイ　東京ダイナマイト　ハチミツ二郎自伝（2022年7月8日、双葉社）[18]